# 648 Pippa
648 Pippa је астероид са пречником од приближно 68,27 .
Афел астероида је на удаљености од 3,831 астрономских јединица (АЈ) од Сунца, а перихел на 2,586 АЈ.
Ексцентрицитет орбите износи 0,193, инклинација (нагиб) орбите у односу на раван еклиптике 9,801 степени, а орбитални период износи 2099,998 дана (5,749 година).
Апсолутна магнитуда астероида је 9,68 а геометријски албедо 0,050.
Астероид је откривен 11. септембра 1907. године.